# Propionitrilo
Se denomina en química propionitrilo a un cuerpo formado por deshidratación de la propionamida, cuerpo resultante de la sustitución de un átomo de hidrógeno del amoniaco por el radical del ácido propiónico, cuerpo líquido descubierto por Gottlieb entre los productos de la acción de la potasa cáustica sobre el azúcar, el almidón, la goma, la manita, procedimientos sintéticos o en multitud de casos, casi todos debidos a fermentación ya espontánea ya provocada artificialmente, o del propianato amónico (el propianato es sal formado por el ácido propiónico, con la propiedad de combinarse con las hidrácidos, formando cuerpos bastante alterables), y ha sido llamado también cianuro de etilo.

## Pelouze
Théophile-Jules Pelouze indicó un medio para obtener el propionitrilo.

## Williamson
Alexander William Williamson indicó hervir la mezcla en aparato de reflujo.

## Frankland y Kolbe
Según Edward Frankland y Hermann Kolbe descubren que su punto de ebullición es de 88 °C.

## Gaultier
Henri-François Gaultier de Claubry la obtuvo en estado de pureza.